# Леонов, Алексей Александрович
Алексей Александрович Леонов (укр. Олексій Олександрович Леонов; род. 26 февраля 1983, Одесса) — украинский ресторатор, меценат. Народный депутат Украины IX созыва. Председатель подкомитета Верховной Рады Украины по вопросам налогообложения налогом на добавленную стоимость.

## Биография
Образование профессионально-техническое.
В 2000—2002 годах — учился в Одесском высшем профессиональном училище морского туристического сервиса (специальность «Повар судовой»).
Работал шеф-поваром в Лондоне и Эстонии.
Леонов является совладельцем сети ресторанов «Pizza & Grill» и ресторана «Slow Piggy».

## Общественно-политическая деятельность
С 2014 года занимается общественной деятельностью. Основатель общественной организации «Я одессит — мне не всё равно».
Был помощником народного депутата Виталия Курило.
Кандидат в народные депутаты от партии «Слуга народа» на парламентских выборах 2019 года (избирательный округ № 135, Приморский район города Одессы). На время выборов: коммерческий директор ООО «Грилион», беспартийный. Проживает в Одессе.
Член Комитета Верховной Рады по вопросам финансов, налоговой и таможенной политики, председатель подкомитета по вопросам налогообложения налогом на добавленную стоимость.
Член партии «Слуга народа».
Руководитель группы по межпарламентским связям с Исламской Республикой Пакистан, заместитель руководителя группы по межпарламентским связям с Республикой Куба.

## Скандалы
Леонов скрыл расходы на рекламу в соцсетях во время предвыборной кампании. По подсчётам журналистов, он потратил около 92 тысяч гривен.
В октябре 2019 года был подозреваемым в получении 30 тысяч долларов за поддержку в комитете законопроекта о ликвидации коррупционных схем при оценке объектов недвижимости.
2 мая 2020 года, на шестом году российско-украинской войны, Алексей Леонов вместе с ещё одним депутатом от партии «Слуга народа», Артёмом Дмитруком, пришли с цветами в Дом профсоюзов в Одессе, чтобы помянуть пророссийских сепаратистов, погибших во время противостояния 2 мая 2014 года.